# Giosuè Zilocchi
Giosuè Zilocchi (Fiorenzuola d'Arda, 15 gennaio 1997) è un rugbista a 15 italiano, pilone del Benetton. E della nazionale italiana di rugby a15

## Biografia
Cresciuto sportivamente a Gossolengo, nel Piacentino, esordì in serie A nel 2015  con i Lyons, squadra del capoluogo con cui conquistò la promozione in Eccellenza prima di trascorrere una stagione nella squadra dell'Accademia FIR, al termine della quale fu di nuovo nei bianconeri piacentini.
Al termine della stagione 2016-17 Zilocchi fu acquistato dal Calvisano con cui arrivò alla finale di campionato, poi persa contro il Petrarca.
Nel corso della stagione a Calvisano fu anche permit player della franchise federale delle Zebre militante in Pro14, benché mai schierato in campo; a maggio 2018 divenne ufficialmente giocatore a tempo pieno di tale club.
Al termine della prima stagione a Parma fu convocato in nazionale ed esordì a Ōita a luglio 2018 contro il Giappone, e successivamente nei test match di fine anno contro l'Irlanda a Chicago.
Aggregato all'Italia per la preparazione estiva in vista della Coppa del Mondo 2019, non fu incluso nella rosa finale dal C.T. Conor O'Shea; tuttavia, a competizione in corso, fu convocato insieme all'altro pilone Danilo Fischetti per sostituire Simone Ferrari e Marco Riccioni, entrambi infortunatisi nel corso dell'incontro della fase a gironi contro il Sudafrica, ed essere schierati nell'ultimo incontro del girone contro la Nuova Zelanda; World Rugby tuttavia annullò l'incontro per ragioni di sicurezza.